# Mattias Sjögren
Jon Mattias Sjögren, född 27 november 1987 i Landskrona, är en svensk före detta professionell ishockeyspelare Efter att ha påbörjat ishockeykarriären i moderklubben IF Lejonet, spelade Sjögren juniorishockey med Rögle BK. Han gjorde seniordebut i Hockeyallsvenskan under säsongen 2004/05 och var med och spelade upp laget till SHL (dåvarande Elitserien) tre säsonger senare. 2010 lämnade han laget för spel i Färjestad BK, med vilka han vann SM-guld samma säsong. Därefter skrev han kontrakt med NHL-klubben Washington Capitals, men blev snabbt nerflyttad till klubbens farmarlag Hershey Bears i AHL. Han fullföljde inte säsongen med Bears, utan återvände istället till Färjestad.
Efter att ha återvänt till Nordamerika inför säsongen 2012/13, och åter blivit nedflyttad till Bears, tillbringade han två säsonger med Linköping HC i SHL. I maj 2015 vann Sjögren Peter Forsberg Trophy, som tilldelas säsongens bästa forward i svensk hockey. 2015/16 gjorde han sin första säsong i KHL för Ak Bars Kazan, innan han skrev på ett tvåårskontrakt med ZSC Lions i Nationalliga A. Under sitt andra och sista år i Schweiz blev han mästare med Lions. Mellan 2018 och 2022 spelade han åter för Rögle BK, som han tog ett SM-silver med säsongen 2020/21.
Han la skridskorna på hyllan efter  säsongen 2021/2022 där han blev första kapten i Rögle att lyfta en pokal.
28 oktober 2023 så häng tröja Nr 11 upp i CATENA arena då Mattias blir en del av de största i Rögle.
Sjögren har representerat Sverige vid fyra världsmästerskap och tog ett silver då VM avgjordes i Slovakien 2011, och ett brons 2014 i Vitryssland.

## Karriär

### Klubblagskarriär
Sjögren påbörjade sin ishockeykarriär med Landskronaklubben IF Lejonet. 2003/04 spelade han för Rögle BK:s juniorlag och debuterade i föreningens A-lag säsongen därpå. Säsongen 2005/06 var han ordinarie i Rögle BK, och på 40 matcher i Hockeyallsvenskan noterades han för fyra poäng (ett mål, tre assist). Säsongen 2007/08 var det Sjögren som sköt tillbaka Rögle BK till Elitserien då han gav Rögle ledningen med 2–1 i slutsekunderna av kvalseriens sista omgång 2008. 2009/10 kom att bli Sjögrens sista säsong med Rögle. Han blev, som 21-åring, utsedd till assisterande lagkapten i klubben. Laget slutade sist i serien och i kvalserien slutade man trea och blev därmed nedflyttade till Hockeyallsvenskan. Sjögren var, tillsammans med Simon Hjalmarsson, poängbäst i laget under kvalserien med nio poäng på tio matcher (fyra mål, fem assist).
Den 20 april 2010 skrev han på ett tvåårskontrakt med Färjestad BK i Elitserien. Under sin första säsong med klubben var han med och vann SM-guld. Under sommaren 2011 skrev Sjögren på ett tvåårskontrakt med NHL-klubben Washington Capitals. Han misslyckades dock att ta en plats i Capitals och spelade därför inledningen av säsongen för klubbens farmarlag Hershey Bears i AHL, för vilka han producerade fem poäng på 19 spelade matcher. Under senare delen av säsongen blev han utlånad till Färjestad BK. Efter säsongen kallades Sjögren tillbaka till Capitals men fick återigen, under säsongen 2012/13, spela för Bears i AHL.
Inför säsongen 2013/14 skrev Sjögren på ett treårskontrakt för Linköping HC. Säsongen blev hans poängmässigt bästa då han på 54 matcher stod för 35 poäng (6 mål, 29 assist). I slutspelet vann Sjögren lagets interna poängliga då han noterades för elva poäng på tolv matcher. I början av säsongen 2014/15 var Sjögren borta från spel i över en månad på grund av en skada i bröstmuskeln. På 54 matcher i SHL under säsongen stod Sjögren för 33 poäng (10 mål, 23 assist) och vann i maj 2015 Peter Forsberg Trophy, som tilldelas säsongens bästa forward i svensk hockey.
I slutet av maj 2015 stod det klart att Sjögren lämnat Linköping HC, trots att han hade ett år kvar på sitt kontrakt. Han blev samtidigt klart för KHL-klubben Ak Bars Kazan, som köpt ut Sjögren från sitt SHL-kontrakt. Han debuterade för Kazan den 25 augusti 2015 och gjorde sin första poäng i KHL sex dagar senare då han assisterade till ett mål i en segermatch mot HK Lada Toljatti. På 54 grundseriematcher stod Sjögren för 18 poäng (sex mål, tolv assist). Efter säsongens slut blev han utköpt från sitt kontrakt med Kazan och skrev i mitten av juni 2016 ett tvåårskontrakt med den schweiziska klubben ZSC Lions i Nationalliga A. Under sin andra och sista säsong med Lions vann Sjögren schweiziskt guld. Han fick dock större delen av säsongen förstörd på grund av skador och spelade endast 19 grundseriematcher för klubben. På dessa matcher stod han för åtta poäng (tre mål, fem assist). I slutspelet spelade han inte alls.
Den 28 april 2018 meddelade Rögle BK att Sjögren återvänt till laget då han skrivit ett fyraårskontrakt med klubben. Efter sviterna av en hjärnskakning, missade Sjögren de inledande 17 matcherna av grundserien säsongen 2018/19. Han var tillbaka i spel den 17 november 2018 och producerade 15 poäng på 33 grundseriematcher (fyra mål, elva assist). Rögle spelade därefter sitt första SM-slutspel på 25 år, men slogs omgående ut av HV71 med 2–0 i matcher. Sjögren missade dock dessa matcher på grund av skada. Inför säsongen 2019/20 utsågs Sjögren till ny lagkapten för Rögle. Efter att ha ådragit sig en skada i en match mot Frölunda HC i mitten av november missade Sjögren de 13 efterföljande matcherna och gjorde inte comeback förrän drygt två månader senare, i januari 2020. För andra året i följd noterades han för 15 poäng i grundserien. På 38 matcher stod han för tre mål och tolv assist. Säsongen 2020/21 missade Sjögren endast en av de 52 matcherna i grundserien. För tredje säsongen i följd noterades han för 15 poäng i grundserien där Rögle slutade på andra plats i tabellen. I det efterföljande SM-slutspelet slog laget ut Frölunda HC och Skellefteå AIK innan man besegrades av Växjö Lakers i finalserien med 4–1 i matcher.

### Landslagskarriär

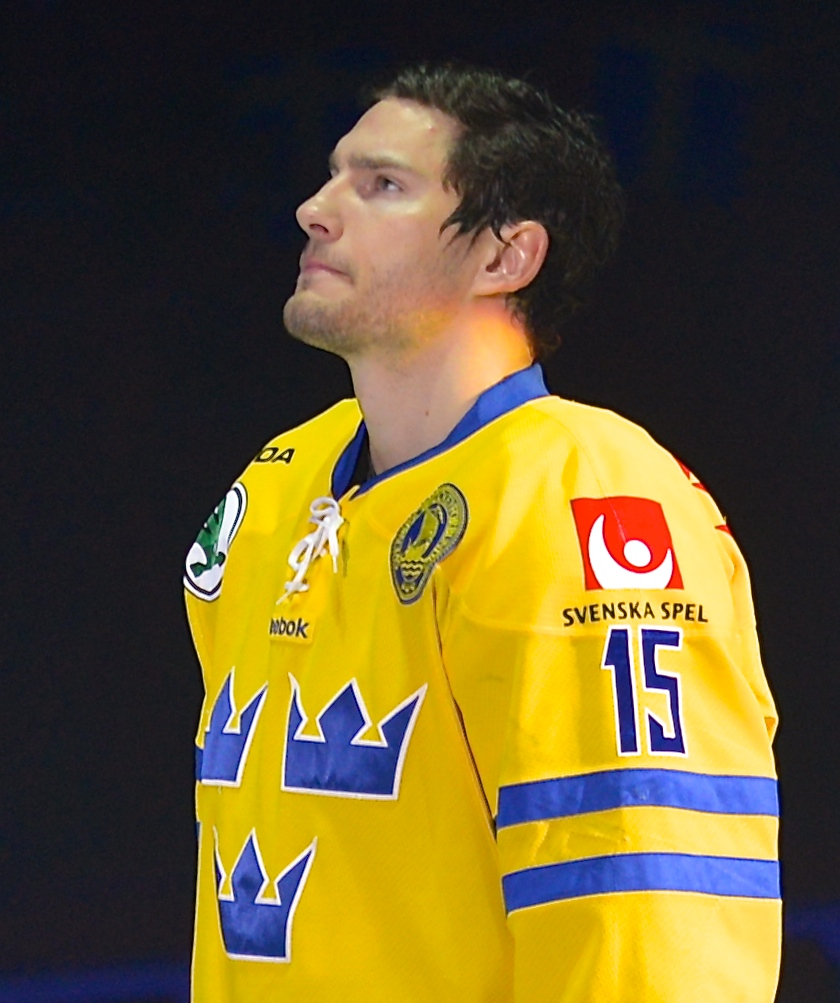
Sjögren i landslagströja.

Sjögren spelade ett antal matcher i juniorlandslaget, men spelade aldrig något mästerskap. Han blev uttagen till Karjala Tournament 2010 och den 11 november 2010 gjorde Sjögren sin första A-landskamp. I samma match öppnade han det svenska målskyttet och gjorde därmed sitt första landslagsmål, på Jakub Štěpánek, när Sverige besegrade Tjeckien med 3–4.
2011 blev Sjögren uttagen till VM som avgjordes i Slovakien. Sverige tog sig ända till final, men föll där mot Finland med hela 1–6 och Sjögren tilldelades således en silvermedalj. På nio matcher noterades han för totalt fyra poäng (ett mål, tre assist).
2014 var han åter med i Sveriges VM-trupp när turneringen avgjordes i Vitryssland. Laget föll i semifinalen mot Ryssland med 1–3, men lyckades vinna bronsmatchen mot Tjeckien med 3–0. Sjögren noterades inte för några poäng på de tio matcher han spelade.
Även 2015 var Sjögren med i Sveriges VM-trupp när mästerskapet avgjordes i Tjeckien. Sverige föll i kvartsfinalen mot Ryssland med 3–5. Sjögren spelade samtliga av Sveriges åtta matcher och noterades för fem poäng (ett mål, fyra assist), och gjorde därmed sitt dittills poängbästa VM.
2016 spelade han sitt fjärde VM, som denna gång avgjordes i Ryssland. Sverige slutade trea i gruppspelet och slogs därefter ut mot Kanada i kvartsfinal, sedan man förlorat med 0–6. På åtta spelade matcher noterades Sjögren för totalt tre assistpoäng.

## Statistik

### Klubbkarriär
| 2004–05    | Rögle BK      | HA         | 1   | 0  | 0   | 0   | 0   | —  | —  | —  | —  | —  |
| 2005–06    | Rögle BK      | HA         | 40  | 1  | 3   | 4   | 8   | 10 | 0  | 2  | 2  | 2  |
| 2006–07    | Rögle BK      | HA         | 45  | 0  | 2   | 2   | 30  | 10 | 0  | 1  | 1  | 8  |
| 2007–08    | Rögle BK      | HA         | 45  | 4  | 10  | 14  | 38  | 10 | 4  | 2  | 6  | 8  |
| 2008–09    | Rögle BK      | SHL        | 43  | 6  | 7   | 13  | 16  | 10 | 4  | 2  | 6  | 10 |
| 2009–10    | Rögle BK      | SHL        | 54  | 11 | 11  | 22  | 20  | 10 | 4  | 5  | 9  | 4  |
| 2010–11    | Färjestads BK | SHL        | 51  | 7  | 17  | 24  | 44  | 13 | 1  | 8  | 9  | 4  |
| 2011–12    | Hershey Bears | AHL        | 19  | 2  | 3   | 5   | 4   | —  | —  | —  | —  | —  |
| 2011–12    | Färjestads BK | SHL        | 28  | 3  | 6   | 9   | 22  | 11 | 2  | 2  | 4  | 2  |
| 2012–13    | Hershey Bears | AHL        | 32  | 3  | 5   | 8   | 12  | —  | —  | —  | —  | —  |
| 2013–14    | Linköping HC  | SHL        | 54  | 6  | 29  | 35  | 44  | 12 | 3  | 8  | 11 | 8  |
| 2014–15    | Linköping HC  | SHL        | 43  | 9  | 17  | 26  | 30  | 11 | 1  | 6  | 7  | 12 |
| 2015–16    | Ak Bars Kazan | KHL        | 54  | 6  | 12  | 18  | 32  | 7  | 0  | 1  | 1  | 4  |
| 2016–17    | ZSC Lions     | NLA        | 42  | 5  | 16  | 21  | 26  | 2  | 0  | 0  | 0  | 0  |
| 2017–18    | ZSC Lions     | NLA        | 19  | 3  | 5   | 8   | 16  | —  | —  | —  | —  | —  |
| 2018–19    | Rögle BK      | SHL        | 33  | 4  | 11  | 15  | 10  | —  | —  | —  | —  | —  |
| 2019–20    | Rögle BK      | SHL        | 38  | 3  | 12  | 15  | 18  | —  | —  | —  | —  | —  |
| 2020–21    | Rögle BK      | SHL        | 51  | 1  | 14  | 15  | 22  | 14 | 1  | 6  | 7  | 4  |
| 2021–22    | Rögle BK      | SHL        | 44  | 1  | 4   | 5   | 18  | 13 | 0  | 3  | 3  | 4  |
| SHL totalt | SHL totalt    | SHL totalt | 439 | 51 | 128 | 186 | 244 | 94 | 16 | 40 | 56 | 48 |
| HA totalt  | HA totalt     | HA totalt  | 131 | 5  | 15  | 20  | 76  | 30 | 4  | 5  | 9  | 18 |

### Internationellt
| År            | Lag           | Turnering     | Matcher | Mål | Assist | Poäng | Utv. |
| ------------- | ------------- | ------------- | ------- | --- | ------ | ----- | ---- |
| 2011          | Sverige       | VM            | 9       | 1   | 3      | 4     | 2    |
| 2014          | Sverige       | VM            | 10      | 0   | 0      | 0     | 6    |
| 2015          | Sverige       | VM            | 8       | 1   | 4      | 5     | 4    |
| 2016          | Sverige       | VM            | 8       | 0   | 3      | 3     | 2    |
| Senior totalt | Senior totalt | Senior totalt | 35      | 2   | 10     | 12    | 14   |